# Carpella marginata
Carpella marginata är en fjärilsart som beskrevs av Paul Dognin 1902. Carpella marginata ingår i släktet Carpella och familjen mätare. Inga underarter finns listade i Catalogue of Life.